# Dolichopeza (Dolichopeza) thowla
Dolichopeza (Dolichopeza) thowla is een tweevleugelige uit de familie langpootmuggen (Tipulidae). De soort komt voor in het Australaziatisch gebied.